# Elektrownia (Radom)

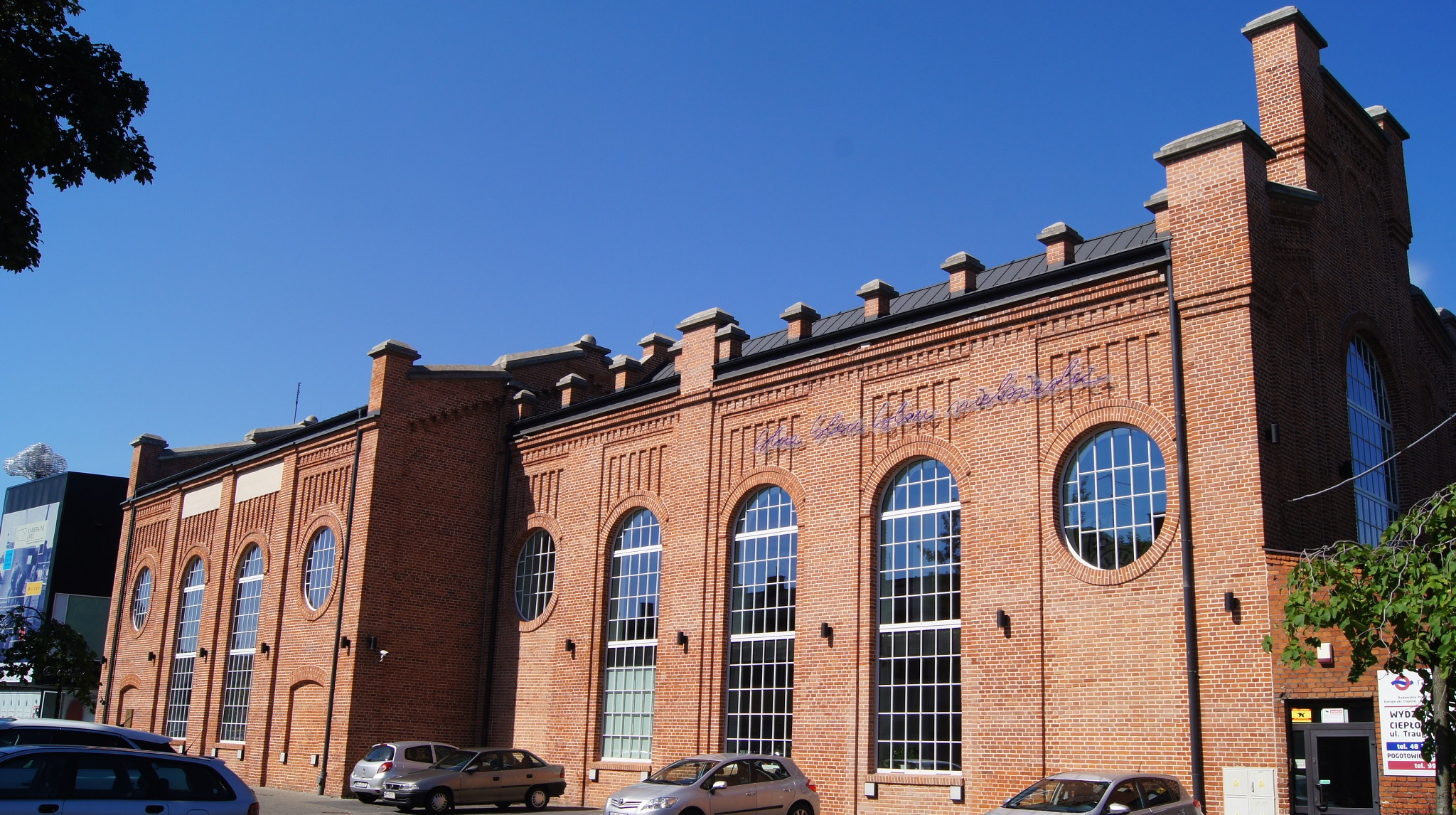
Das Kraftwerksgebäude (2019)

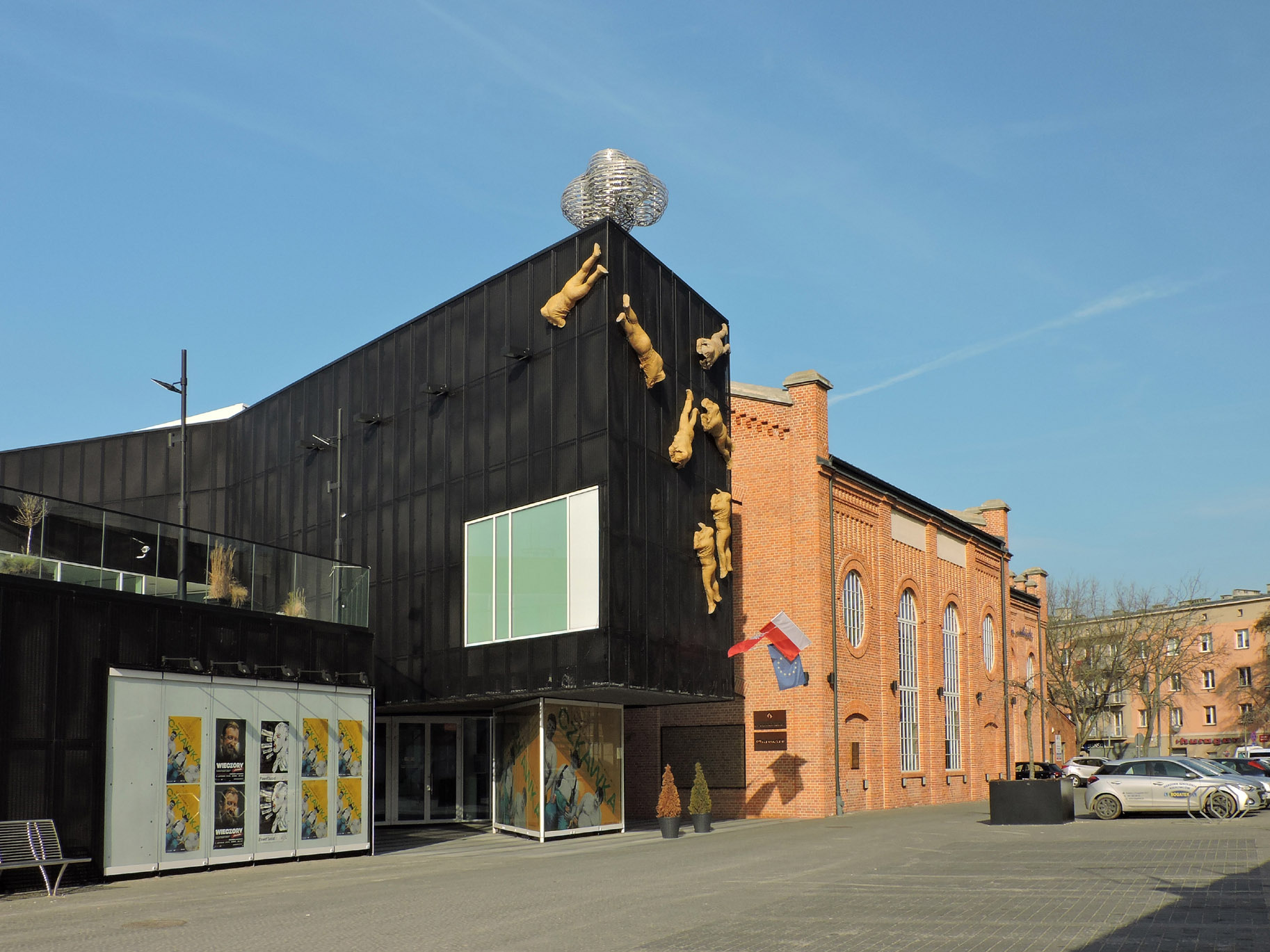
MCSW „Elektrownia”, Außenansicht von Neu- und Altbau (hinten)

Elektrownia (deutsch Kraftwerk) ist ein denkmalgeschütztes Elektrizitätswerk der Großstadt Radom in der Woiwodschaft Masowien in Polen. Das Kraftwerk lieferte von 1901 bis 1956 Strom und bis 1998 Heizwärme. In ihm wurde 2014 das Mazowieckie Centrum Sztuki Współczesnej „Elektrownia” (MCSW „Elektrownia”) (Masowienzentrum der zeitgenössischen Kunst „Kraftwerk“), ein Kulturzentrum und Kunstmuseum eröffnet. 

## Geschichte

### 20. Jahrhundert
Radom war im Weichselgebiet des Russischen Zarenreiches ein bedeutender Verwaltungssitz und Sitz militärischer Institutionen. Die Stadt hatte sich zudem in der zweiten Hälfte des 19. Jahrhunderts zu einem Wirtschafts- und Industriezentrum entwickelt. Seit 1896 unternahmen die Stadtpräsidenten Bemühungen um den Bau eines Kraftwerks. Konstanty Zaremba schloss am 4. März 1897 eine vorläufige Vereinbarung mit der Russischen Aktiengesellschaft UNION in Sankt Petersburg.
Am 3. Dezember 1899 erteilte das Innenministerium dem Generalgouverneur in Warschau die Erlaubnis, in Radom eine elektrische Beleuchtung einzurichten. Am 14. April 1900 wurde der Vertrag mit der UNION unterzeichnet. Diese verpflichtete sich, auf eigene Kosten und auf eigenes Risiko ein zentrales Kraftwerk zu installieren, um innerhalb der Stadtgrenzen Strom für Beleuchtung und alle anderen Formen des Stromverbrauchs mit Ausnahme von Telefonen, Telegraphen und Straßenbahnen zu betreiben. UNION erhielt von der Stadt einen jährlichen Betrag von 6000 Rubeln. Industrieverbraucher zahlten 18 Kopeken für eine Kilowattstunde, für private Verbraucher lag der Preis bei 40 Kopeken. Die Konzessionsvereinbarung sah erhebliche Einnahmen für die Stadt vor. Die Kosten der gesamten Investition wurden auf 150.000 Rubel geschätzt.

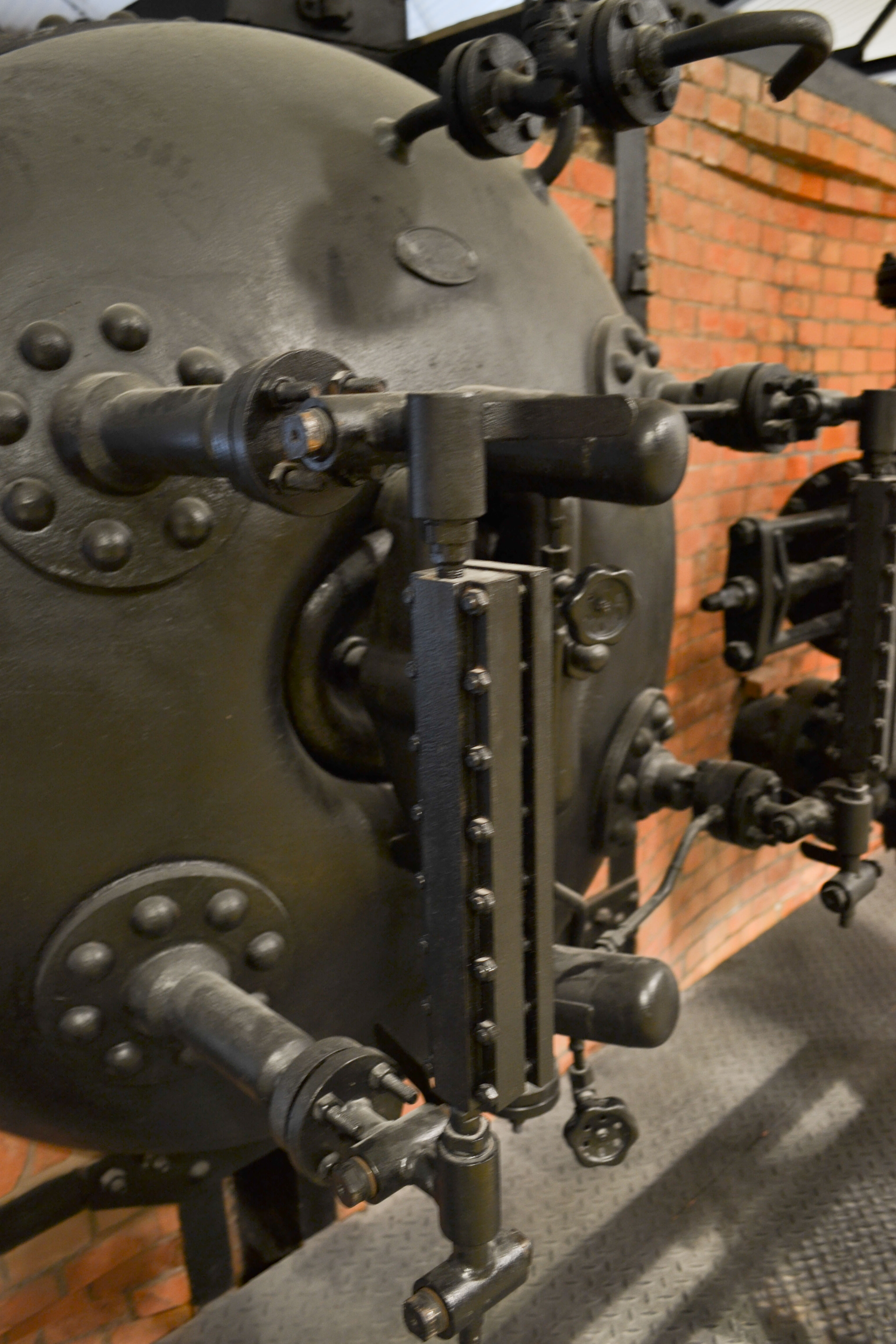
Erhaltene Technik (2015)

Das Kraftwerk wurde von der Radomer Firma Edward Kosiński im neugotischen Stil aus rotem Backstein errichtet. Die beiden Dampfmaschinen mit jeweils 110 Pferdestärken lieferte die Firma Heinrich Lanz in Mannheim. Zwei sechspolige dynamoelektrische Maschinen (Gleichstromgeneratoren) aus dem Werk der UNION in Riga erzeugten 550 Volt bei maximal 118 Ampere und einer Leistung von 65 Kilowatt. Der erzeugte Gleichstrom konnte in einem Batteriesystem gespeichert werden. Die 262 Zellen hatten eine Kapazität von 400 Amperestunden. Das Kraftwerk und die ersten 58 Bogenlampen der Stadt wurden am 15. März 1901 um 20 Uhr in Betrieb genommen. Berlin hatte zwar schon 1883 ein städtisches Elektrizitätswerk eingerichtet, jedoch wurden im Weichselgebiet vergleichbare Kraftwerke erst 1903 in Warschau und 1907 in Łódź errichtet.
Die UNION verkaufte 1909 die Anlagen. Die Radomer Elektrizitätsgesellschaft (Radomskie Towarzystwo Elektryczne SA) kam schließlich an das belgische Unternehmen Tramways et Electricite en Russe SA, dessen Hauptaktionär ab 1911 die deutsche AEG war. Beim russischen Abzug im Ersten Weltkrieg demontierten diese einige der Maschinen und brachten sie nach Russland. Dies reduzierte die Kapazität der Anlage um etwa 60 Prozent.
Nach der Unabhängigkeit Polens wurde das Werk ab 1920 von Direktor Aleksander Chądzyński gründlich modernisiert. Die wachsende Nachfrage nach Energie erforderte eine dauerhafte Anpassung an den Stand der Technik. 1923 erwarb die Radomer Gesellschaft das belgische Unternehmen Societe d'Entreprises Electriques en Pologne SA (ELECTROPOL). Im folgenden Jahr begann das Kraftwerk Wechselstrom zu erzeugen. Es beschäftigte das Werk rund 70 Mitarbeiter. Die Stadt konnte 1933 nach einem Rechtsstreit mit der Kraftwerksgesellschaft günstigere Strompreisen durchsetzen. In den letzten Jahren vor Ausbruch des Zweiten Weltkriegs wurden alle Investitionen gestoppt, die Qualität der Stromerzeugung sank und die ausländischen Aktionäre versuchten die höchstmöglichen Gewinne heraus zu ziehen. Das Kraftwerk kam 1941 unter Zwangsverwaltung und Chądzyński wurde in das KZ Auschwitz verschleppt und dort ermordet. Auch beim deutschen Abzug kam es Demontagen.
Zwei Wochen nach der Befreiung durch die Rote Armee, konnte im Kraftwerk wieder ein Maschinensatz den Betrieb aufnehmen. Am 16. März 1946 endete der Konzessionsvertrag vom 14. April 1900 offiziell. Da die Technik veraltet war und das Kraftwerk eine zu geringe Produktionskapazität hatte, wurde 1956 die Stromerzeugung eingestellt. Im selben Jahr wurden die letzten Gleichstrom-Netze in der Stadt geschlossen.
Das Kraftwerk wurde umgebaut und 1963 als städtisches Heizwerk Nr. 3 in Betrieb genommen. Es versorgte bis zur Heizperiode 1997/1998 das nahe gelegene städtische Krankenhaus mit Wärme. Die Halle, in der die Wärmetauscher standen, wurde zu einem Konferenz- und Bankettsaal umgebaut, der zuerst von der Stadt und dann von einem privaten Betreiber genutzt wurde.

### 21. Jahrhundert

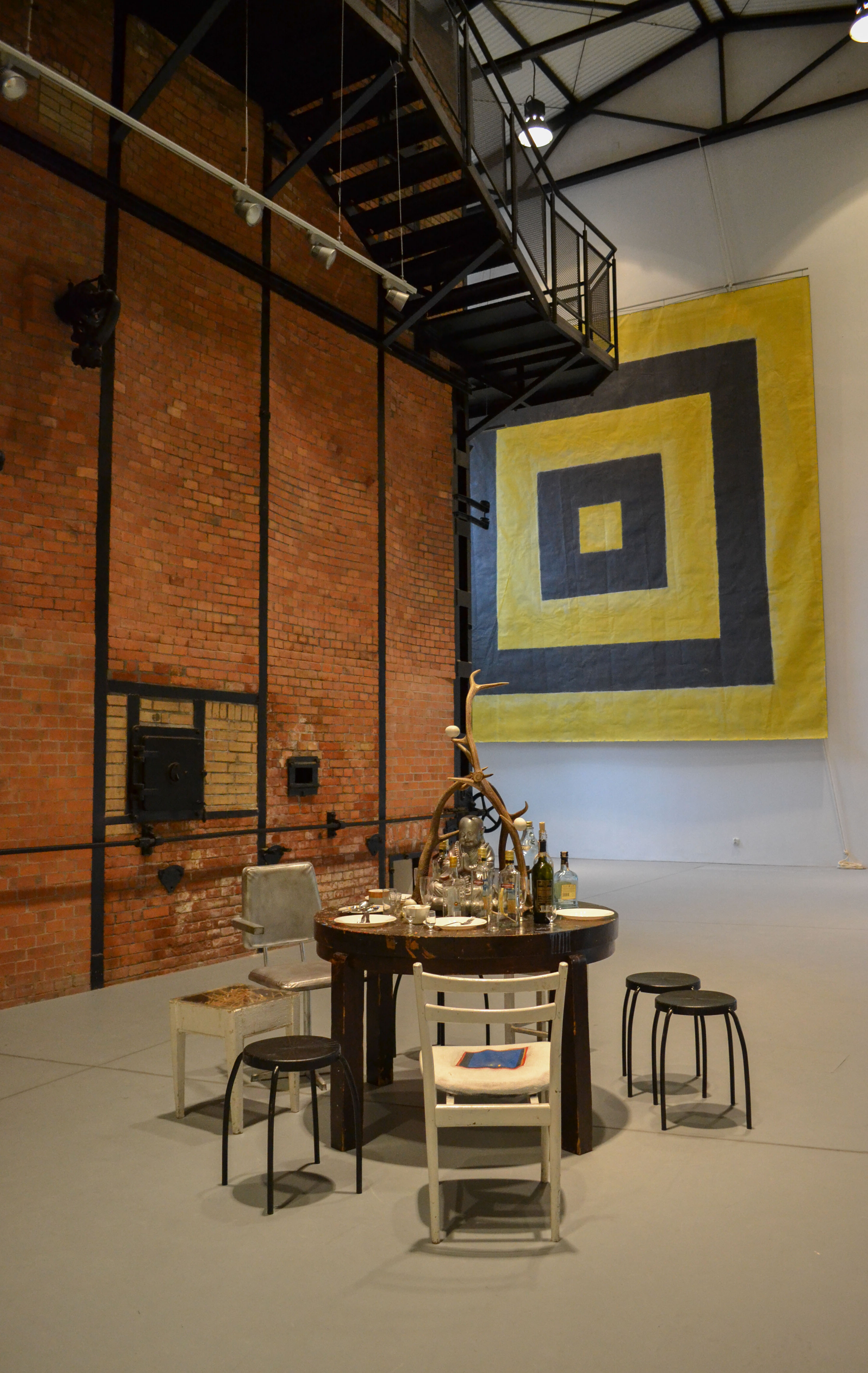
Innenansicht (2015)

Im Jahr 2003 schlug Andrzej Wajda vor, dass die Stadt Radom einen Ausstellungspavillon im denkmalgeschützten Stary Ogród errichten solle, um die Kapazitäten des Jacek-Malczewski-Museums im Bereich zeitgenössischer Kunst zu erweitern. Wajda ist Ehrenbürger der Stadt, in der er von 1935 bis 1946 gelebt hatte. Der weltbekannte Regisseur und seine Frau Krystyna Zachwatowicz spendeten über 70 Werke für die Sammlungen in Radom. Der Kulturrat des Stadtrats unterstützte die Idee. Auch die Woiwodschaft als Träger des Museums war interessiert. Für den Standort wurden zehn Vorschläge erarbeitet und man erwartete Wajdas Stellungnahme.
Im Januar 2004 wurde jedoch eine Idee in der örtlichen Gazeta Wyborcza vorgestellt, den Bau des ehemaligen Kraftwerks für die Zwecke des neuen Kunstzentrums anzupassen. Die Idee fand große Unterstützung, darunter auch Wajdas. Im folgenden Jahr wurde das Mazowieckie Centrum Sztuki Współczesnej „Elektrownia” (MCSW „Elektrownia”) gegründet und es zog in die Büroräume des Kraftwerks ein. Nach einem Architekten-Wettbewerb wurde der Umbau in den Jahren 2011 bis 2014 realisiert. Das MCSW „Elektrownia” wurde am 6. November 2014 eingeweiht. Bei der Abstimmung Polnische Architektur XXL gewann der Umbau 2015 den ersten Preis in der Kategorie „öffentliche Einrichtungen“.